# Diplazium brackenridgei
Diplazium brackenridgei là một loài dương xỉ trong họ Athyriaceae. Loài này được T.Moore mô tả khoa học đầu tiên năm 1861.
Danh pháp khoa học của loài này chưa được làm sáng tỏ. 